# Darkwing Duck
Darkwing Duck var en Disney-tegnefilmsserie, der kørte i Danmark i starten af 1990'erne i Disney Sjov. Serien kan på en måde anses som spin-off af Rip, Rap og Rup på eventyr, da en af bipersonerne, Max Motor, har en fremtrædende rolle.
Serien handler om Gunnar Gråand, der om natten lever som den Batman-agtige forbryderjæger Darkwing Duck. Han er enlig far, som sammen med sin skøre adoptivdatter Gåselyn (som er horror-movie-fan), bor i hus med Max Motor.

## Faste replikker
Darkwing Duck har flere kendte replikker, deriblandt Slug noget gas, misdæder!, en replik, der gentages i næsten hvert afsnit, når han retter sin gaspistol mod sine ærkefjender, ligesom sætningen Lad os så vove fjerene også bliver brugt ofte. Han bruger dog en bestemt replik hver gang han introducerer sig for sine fjender:
Jeg er truslen der hærger om natten
Jeg er [navneord] der [udsagnsord] din [navneord]
For jeg er DARKWING DUCK!
Her identificerer Darkwing Duck ofte sig selv med noget, som er irriterende for fjenderne:
Jeg er den plet du ikke kan få væk fra dit snavsetøj
Jeg er den sidste cornflake i pakken
og lignende.

## Fjenderne
Flere af skurkerne i serien, f.eks. Kakerlak (Quackerjack) eller Karotten (Bushroot) minder om Batmans fjender: Quackerjack/Jokeren og  Bushroot/Poison Ivy. 
Medlemmerne af det såkaldte FOWL minder om skurkene fra James Bond.
En tredje kategori, strøm-skurken MegaVolt kan sammenlignes med Marvels skurke.
Ikke mindst interessant er Negaduck, Darkwing Ducks "onde tvilling", der er direkte modbydelig indstillet. og stammer fra en anden dimension

## Danske stemmer
- Darkwing Duck/Gunnar Gråand – Peter Zhelder
- Gåselyn – Amalie Ihle Alstrup
- Max Motor – Esper Hagen
- Megavolt – Timm Mehrens
- Negaduck – Peter Zhelder
- Karotten – Lars Thiesgaard
- Kakerlak – Christian Clausen
- Stålnæb – Lars Thiesgaard
- Liquiadator – Peter Aude

Øvrige Stemmer
- Milas Lund
- Hans Henrik Bærentsen
- Vibeke Hastrup
- Jonathan Gøransson
- Finn Nielsen

Titelsang sunget af: Søren Launbjerg